# Sheer Heart Attack (canción)
«Sheer Heart Attack» es una canción por la banda de rock británica Queen, publicada en su sexto álbum de estudio, News of the World en 1977. Es una de las dos canciones en el álbum en ser escritas completamente por Roger Taylor.

## Antecedentes
«Sheer Heart Attack» fue originalmente escrita para el álbum del mismo nombre en 1974, pero no fue incluida en el álbum por varias razones. La canción fue finalizada para News of the World en 1977.
Roger Taylor toca casi todos los instrumentos en la versión final, con ayuda de Brian May en la guitarra. Ésta es una de las pocas canciones de Queen que no presenta al bajista John Deacon.
La canción fue el lado B del sencillo «Spread Your Wings» en febrero de 1978. También fue el lado B del sencillo «It's Late», escrito por May, el cual fue publicado solamente en Canadá, Estados Unidos, Nueva Zelanda y Japón en abril de 1978.

## En directo
La canción se interpretó en todas las giras de Queen desde el News of the World Tour de 1977-78 hasta el Hot Space Tour de 1982, casi siempre al final de los conciertos, antecediendo a We Will Rock You y We Are the Champions, que cerraban los shows. También se interpretó en el The Works Tour de 1984, aunque solo en muy contadas ocasiones al principio de la gira.
Durante su interpretación, Freddie Mercury destrozaba literalmente el escenario al ritmo de rock duro de la canción, desde su medio-pie de micro, pasando por columnas de altavoces, los micrófonos de sus compañeros o la batería de Roger Taylor.

### Versiones en vivo
- Una versión en vivo grabada el 17 de febrero de 1979 en el Palais des Sports de Gerland, fue publicado en el primer álbum en vivo de la banda Live Killers.[13]
- Una presentación grabada en el Forum de Montreal, durante la gira de The Game el 24 y 25 de noviembre de 1981, fue publicada en Queen Rock Montreal.[14]
- Una versión grabada en el Milton Keynes Bowl como parte de la gira de Hot Space el 5 de junio de 1982 fue incluida en Queen on Fire – Live at the Bowl.[15]

## Otros lanzamientos
- La canción fue publicado como lado B del lanzamiento en Reino Unido de «Spread Your Wings» en febrero de 1978.[10]
- La canción fue publicado como lado B del lanzamiento en Estados Unidos de «It's Late» en abril de 1978.[11]
- La canción ha aparecido en numerosos álbumes compilatorios de Queen:
  - Queen Rocks (1997)
  - Jewels II (2005)
  - The Singles Collection Volume 1 (2009)
  - Deep Cuts, Volume 2 (1977–1982) (2011)

## Créditos
Créditos adaptados desde las notas del álbum.
Queen
- Freddie Mercury – voz principal y coros
- Brian May – guitarra eléctrica
- Roger Taylor – voz principal y coros, guitarra rítmica, bajo eléctrico